# ハリー・ブラックマン
ハリー・アンドリュー・ブラックマン（Harry Andrew Blackmun、1908年11月12日 - 1999年3月4日）は、1970年から1994年まで、アメリカ合衆国連邦最高裁判所陪席判事をアメリカ合衆国の法律家。ブラックマンは共和党のリチャード・ニクソン大統領によって指名された。リベラル派の判事の一人に数えられる。 人工妊娠中絶の禁止を無効としたロー対ウェイド事件の法廷意見を執筆したことで最もよく知られている。